# Tjänstemannavälde
Tjänstemannavälde uppstår i företag och organisationer med svaga ägare, eller i svaga demokratier. Tjänstemannavälde riskerar att leda till ekonomisk maktkoncentration, maktfullkomlighet, oansvariga beslut och tjänstefel utan påföljd, byråkrati och korruption. 
Tjänstemannavälde innebär att de ledande tjänstemännen kan använda (eller missbruka) ett företags resurser för egna syften utan att bromsas av ägare eller ägarrepresentanter i bolagsstyrelsen. Det kan gälla hela skalan från dåligt omdöme till rent kriminella handlingar (trolöshet mot huvudman).
Skadorna som tjänstemannavälde vållar kan ödelägga stora företag. Tjänstemannavälde drabbar inte bara företag, utan även till exempel stiftelser, ekonomiska föreningar, offentlig förvaltning och partier. Just dessa organisationsformer kan sägas vara extra känsliga för tjänstemannavälde på grund av det stora antalet "ägare" som var och en upplever sig ha minimalt inflytande eller ännu oftare är oengagerade i sin ägarroll. 